# الصديق الصغير
الصديق الصغير هي الرواية الثانية للكاتبة الأمريكية دونا تارت. نُشرت الرواية لأول مرة دار ألفريد كنوبف في 22 أكتوبر 2002، بعد عقد من روايتها الأولى، التاريخ السري.
الرواية هي مغامرة غامضة، تتمحور حول فتاة صغيرة تدعى هارييت كليف دوفريسنيس، تعيش في ولاية ميسيسيبي في أوائل السبعينيات. تتبع القصة قلق هارييت بشأن الوفاة غير المبررة لأخيها روبن، الذي قُتل شنقًا في عام 1964 وهو في التاسعة من عمره. بالإضافة إلى ذلك، فإن ديناميكيات عائلة هارييت الممتدة – وخاصة عماتها – هي محور تركيز قوي في الرواية، وكذلك أنماط حياة وعادات الجنوبيين المتناقضين.
في مقابلة مع صحيفة الغارديان في عام 2002، وصفت تارت روايتها بأنها "كتاب مخيف عن الأطفال الذين يتواصلون مع عالم البالغين بطريقة مخيفة". أخبرت تارت القائم بإجراء المقابلة أن الصديق الصغير كان مختلفًا عمدًا عن التاريخ السري، قائلة: "أردت أن أتعامل مع مجموعة مختلفة تمامًا من المشكلات التقنية. كان التاريخ السري كله من وجهة نظر ريتشارد، كاميرا واحدة، ولكن "الكتاب الجديد سيمفوني، مثل الحرب والسلام. ويُعتقد على نطاق واسع أن هذا هو الشكل الأكثر صعوبة".

## غلاف الكتاب
صمم تشيب كيد غلاف الرواية، وهو مصمم أغلفة الكتب في مدينة نيويورك.

## روابط خارجية
- مراجعة ديفيد هير في الغارديان (27 أكتوبر 2002)

فيديو
- حلقة نقاش تلفزيونية على قناة RTE

صوتي
- NPR: Talk of the Nation: Donna Tartt interviewed by Lynn Neary (November 5, 2002)
- Donna Tartt reads The Little Friend at a Jackson, Mississippi bookstore (November 13, 2002)